# Musée des Beaux-Arts La Cohue
Das Musée des Beaux-Arts La Cohue in Vannes ist ein Kunstmuseum in der Bretagne, Frankreich. Es befindet sich in einem historischen Gebäude aus dem 13. Jahrhundert, das ursprünglich als Markthalle diente und später verschiedene Funktionen erfüllte, unter anderem als Gerichtssaal und Sitz des bretonischen Parlaments.
La Cohue, ein Begriff, der in Westfrankreich häufig für Markthallen verwendet wird, gehörte einst dem Herzog der Bretagne. Im 17. Jahrhundert wurde die Struktur durch massive Pfeiler und Gewölbe verstärkt. Nach umfangreichen Renovierungen in den 1980er Jahren wurde das Gebäude 1982 als Kunstmuseum eröffnet.

## Sammlung

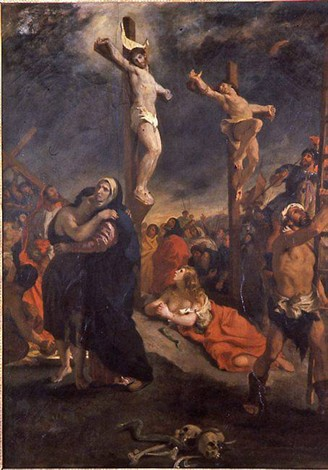
Eugène Delacroix (1798–1863): Le Christ sur la croix (Kreuzigung Christi), um 1835

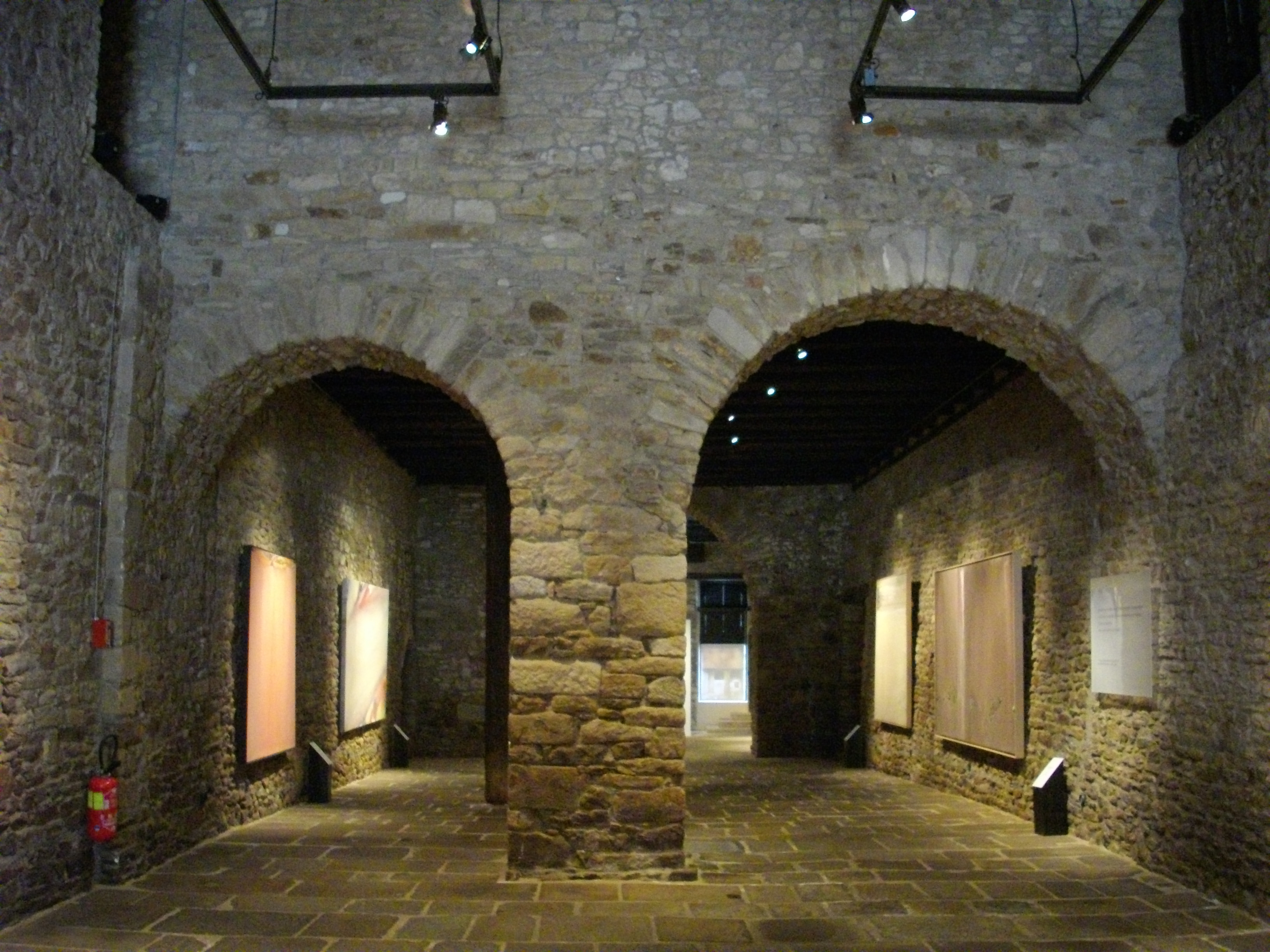
Arkaden mit Ausstellungsraum im Museum

Das Museum beherbergt eine vielfältige Sammlung von Kunstwerken, mit besonderem Schwerpunkt auf bretonischen Landschaften und zeitgenössischer Kunst.  Hervorzuheben ist das Gemälde Christus am Kreuz von Eugène Delacroix, das seit der Eröffnung des Museums 1982 eine zentrale Rolle in der Sammlung spielt. Zudem verfügt das Museum über einen Raum, der der bretonischen Künstlerin Geneviève Asse gewidmet ist, bekannt für ihre monochromen Werke und ihre besondere Verwendung von Blautönen. 
Neben der Dauerausstellung organisiert das Museum regelmäßig Wechselausstellungen, die verschiedenen Künstlern und Kunstbewegungen gewidmet sind. Der zentrale Durchgang des Gebäudes dient als frei zugänglicher Raum für temporäre Installationen zeitgenössischer Künstler, die in Resonanz mit dem historischen Ort und den permanenten Sammlungen stehen.